# Alex Tse
Alex Tse (San Francisco, 20 de mayo de 1976) es un guionista de cine y televisión estadounidense, reconocido por escribir la historia de la película de Spike Lee de 2004 Sucker Free City, por coescribir el filme de superhéroes de 2009 Watchmen y por escribir la historia del largometraje de 2018 Superfly. También ha oficiado como guionista y productor ejecutivo de la serie de 2019 Wu-Tang: An American Saga, estrenada en el servicio de streaming Hulu.

## Filmografía destacada

### Cine y televisión
| Año  | Título                    | Formato             | Notas                           |
| ---- | ------------------------- | ------------------- | ------------------------------- |
| 2004 | Sucker Free City          | Telefilme           | Escritor, productor ejecutivo   |
| 2009 | Watchmen                  | Largometraje        | Coguionista                     |
| 2018 | Superfly                  | Largometraje        | Guionista                       |
| 2019 | Wu-Tang: An American Saga | Serie de televisión | Guionista y productor ejecutivo |